# Die Freistatt (Ernst von Houwald)
Die Freistatt ist ein einaktiges Schicksalsdrama von Ernst von Houwald.

## Inhalt
Das Stück spielt in einer ungenannten Reichsstadt. Es beginnt mit einem Besuch Saras in der Wohnung des Totengräbers. Sie hat eine weibliche Leiche mitgebracht, sagt aber nicht, um wen es sich handelt. Sie habe ihre vom Schicksal gebeutelte Freundin beherbergt bis zu ihrem jetzigen Tod.
Bei dem Totengräber handelt es sich um Johannes von Bruckthal, der ebenfalls hart vom Schicksal getroffen wurde. Nach dem Abgang Saras taucht sein Freund auf, der Senator Conrad von Ulstrade. Ihm gegenüber kapituliert er die Geschehnisse, er hat während Kampfhandlungen Frau und Kind verloren:
Seit aber ich an jenem Schreckenstag
Lag blutend unter Feindes Rossen;
Seit unsre arme Stadt dem Feind erlag
Und unsrer Bürger edles Blut geflossen,
Seit mir der Tod des Kindes Blüthe brach,
Seit jene Würger auch mein Weib erschossen – –
Auf der Flucht vor dem "Tyrannen", der Johannes von Bruckthal als "Hochverräter" suchen lässt, kam dieser bei seinem Freund Conrad unter, der ihm inkognito die Stelle als Totengräber verschafft hat. Allerdings bringt Conrad bei seinem Besuch auch die Kunde, dass seine Verfolger von seinem Aufenthaltsort Wind bekommen haben. Johannes lässt sich dazu überreden, am nächsten Tag zu fliehen.
Nachdem Conrad gegangen ist, widmet sich Johannes der weiblichen Leiche und muss entdecken, dass es sich hierbei um seine geliebte Frau Eleonore handelt, die offenbar doch fliehen konnte. Er ist so entsetzt darüber, aber gleichzeitig auch todesfreudig ob des unverhofften Wiedersehens, dass er auf seine Frau sinkt und stirbt.
Als Sara und Conrad im Morgengrauen unabhängig voneinander zu Johannes gehen, treffen sie überrascht aufeinander. Beide hatten sich gegenseitig nichts davon erzählt, dass sie ihre verfolgten Bekannten beherbergt und sich um sie gekümmert hatten (Sara um Eleonore, Conrad um Johannes). Das gegenseitige Misstrauen wegen der regelmäßigen nächtlichen Weggänge löst sich damit auf.
Als ein Offizier mit vier Wachen eintrifft, finden sie den gesuchten Johannes von Bruckthal nurmehr tot vor. Der Offizier, der ihn noch aus seiner Jugendzeit kannte, erweist ihm die letzte Ehre.

## Ausgaben
- Adolph Müllner (Herausgeber): Almanach für Privatbühnen. Band 3, Göschen, Leipzig 1819, S. 193–230, Digitalisat
- Ernst von Houwald: Vermischte Schriften. Band 1, Göschen, Leipzig 1825, S. 1–44, Digitalisat
- Ernst von Houwald: Theater. Band 4, Haykul und Lechner, Wien 1827, S. 167–198, Digitalisat
- Oskar Ludwig Bernhard Wolff: Encyclopädie der deutschen Nationalliteratur. Band 4, Wigand, Leipzig 1839, S. 176–181, Digitalisat
- Ernst von Houwalds sämmtliche Werke. Band 1, Göschen, Leipzig 1851, S. 1–22, Digitalisat
- Ernst von Houwalds sämmtliche Werke. Band 1, Göschen, Leipzig 1858, S. 97–124, Digitalisat
- Max W. Götzinger (Herausgeber): Deutsches Lesebuch für Gymnasien und Realschulen. Band 1, Hurter, Schaffhausen 1852, S. 366–383, Digitalisat